# عمران بن حدير
الْإِمَامُ الْحُجَّةُ أَبُو عُبَيْدَةَ عِمْرَانُ بْنُ حُدَيْرٍ السَّدُوسِيُّ الْبَصْرِيُّ (غير معروف – 149هـ وقيل 147هـ) هو عالم مسلم ومحدث من الطبقة الخامسة.

## اسمه ونسبه
هو أبو عبيدة عمران بن حدير السدوسي البصري.

## شيوخه وتلاميذه
- روى عن: أبو عثمان النهدي وعبد الله بن شقيق وأبو قلابة وعكرمة.[1]
- روى عنه: شعبة بن الحجاج وحماد بن زيد ووكيع بن الجراح وعثمان بن عمر وعثمان بن الهيثم المؤذن.[2]

## وفاته
اختلف العلماء في وفاته على قولين، القول الأول كان وفاته في سنة 149هـ، وهذا قول الذهبي ونقله البخاري عن رواة، والقول الثاني كان وفاته في سنة 147هـ، وهذا قول ابن حبان.

## ثناء العلماء عليه
- قال يزيد بن هارون: «كان من أوثق الناس.» [2]
- قال ابن المديني: «هو من أوثق شيخ بالبصرة.» [2]
- قال النسائي: «ثقة.»[5]
- قال يحيى بن معين: «ثقة.»[6]
- قال عبد الله بن أحمد بن حنبل: «قيل لأبي وأنا أسمع: عمران بن حدير، وأبو خلدة؟.فقال: عمران فوقه، وكان عمران بخ بخ ثقة» [6]
- قال عبد الله بن دينار البصري :« ذكر شعبة عمران بن حدير، فقال كان شيئا عجبا كأنه يثبته.» [6]

### فهرس المراجع
1. 1 2  الذهبي (1985)، ج. 6، ص. 363.
2. 1 2 3 4  الذهبي (1985)، ج. 6، ص. 364.
3. ↑  البخاري (1959)، ج. 6، ص. 425.
4. ↑  ابن حبان (1991)، ص. 243.
5. ↑  المزي (1980)، ج. 22، ص. 317.
6. 1 2 3  المزي (1980)، ج. 22، ص. 316.

### بيانات المراجع
- محمد بن إسماعيل البخاري (1959)، التاريخ الكبير، تحقيق: عبد الرحمن المعلمي، أبو الوفاء الأفغاني، حيدر آباد: دائرة المعارف العثمانية، QID:Q121085465
- جمال الدين المزي (1980)، تهذيب الكمال في أسماء الرجال، تحقيق: بشار عواد معروف (ط. 1)، بيروت: مؤسسة الرسالة، OCLC:235963978، QID:Q113613903
- شمس الدين الذهبي (1985)، سير أعلام النبلاء، تحقيق: شعيب الأرنؤوط، مجموعة (ط. 1)، بيروت: مؤسسة الرسالة، OCLC:4770539064، QID:Q113078038
- ابن حبان (1991)، مشاهير علماء الأمصار وأعلام فقهاء الأقطار، تحقيق: مرزوق علي إبراهيم، المنصورة: دار الوفاء، QID:Q117338154{{استشهاد}}:  صيانة الاستشهاد: ref duplicates default (link)